# Ricardo Triviño
Pour les articles homonymes, voir Triviño.
Ne doit pas être confondu avec Richard Trivino.
Ricardo Triviño Bujalil, né le 5 ou 15 février 1973 à Monterrey, est un pilote de rallyes mexicain. Son père José était joueur de football dans l'équipe de Toluca durant les années 1960.

## Biographie
Il débute par des courses motocyclistes dès l'âge de 13 ans.
Devenu adulte il entame des études de droit, mais décide finalement d'opter pour une carrière régulière dans le sport automobile, à partir de 1995 lors du rallye d'Acapulco.
Son premier résultat notoire est une 4e place au rallye du Mexique en 2001 (alors appelé Corona Rally América), sur Mitsubishi Lancer Evo VI.
En 2002 il accomplit une saison complète dans le Championnat d'Espagne Terre, avec son compatriote Jorge Bernal. Les deux années suivantes il se présente régulièrement dans les épreuves du championnat du monde, en catégorie P-WRC.

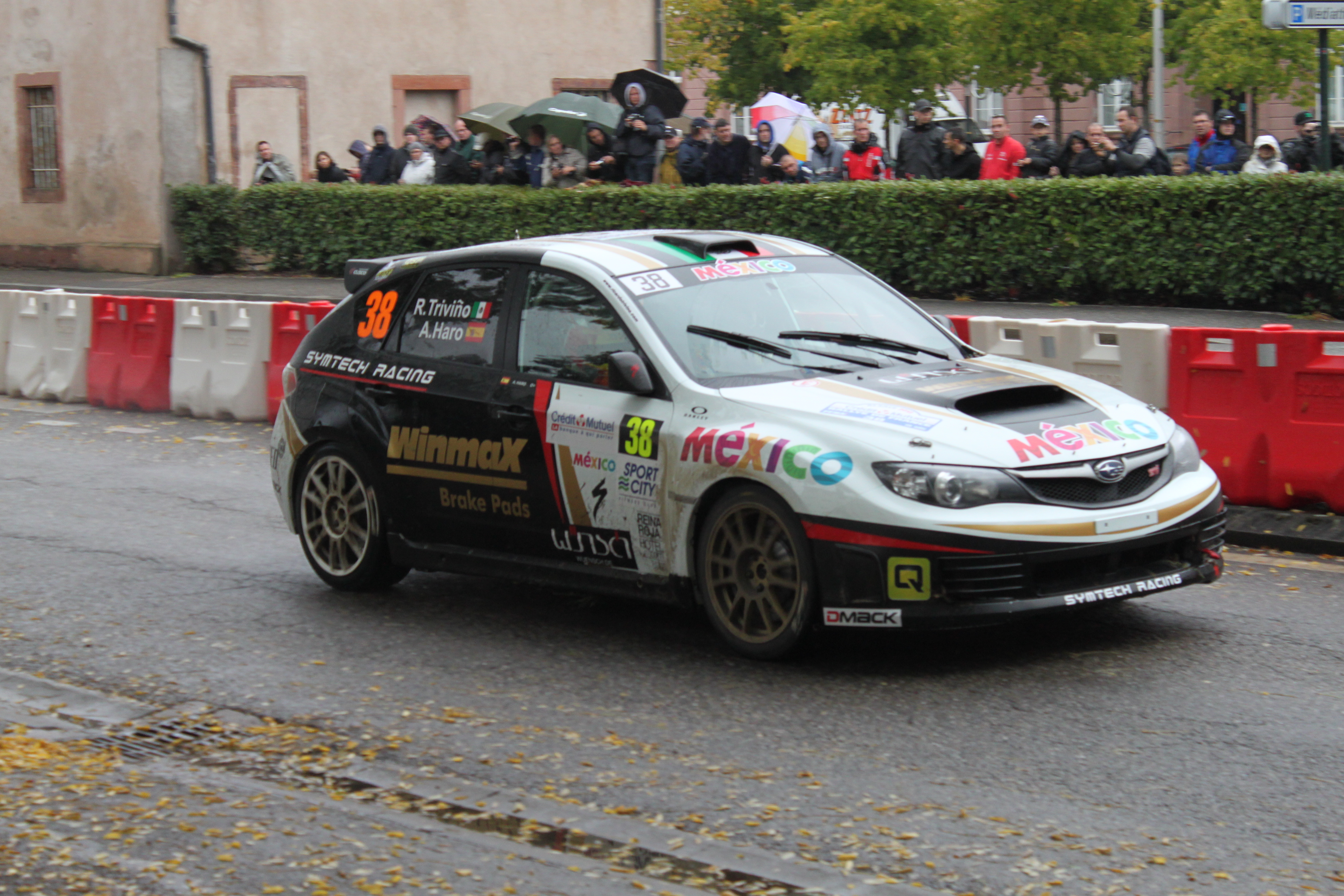
Ricardo Triviño au rallye de France Alsace 2013

Il pilote presque exclusivement des véhicules Mitsubishi Lancer (VI à X) depuis son début de carrière, exceptions faites de 2005 à 2008 (alors le plus souvent sur Peugeot 206 WRC), et en 2012 pour son programme P-WRC (sur Subaru Impreza STI - second de la Coupe organisée par ce constructeur en parallèle à la compétition officielle).
De 2002 à 2013 il a participé à 35 courses de WRC, dont deux Tours de Corse, et deux Rallyes de France (alors deux fois second de classe 3). Ses meilleurs résultats ont été deux places de 3e en P-WRC (Nouvelle-Zélande et Grèce en 2012), une de 3e en WRC 2 (Mexique en 2013), et une 10e place au général en 2012 au Mexique.
En 2014 son navigateur devient son compatriote Marco Hernández, qui succède à l'Espagnol Alex Haro présent depuis 2012, partit seconder Xavi Pons.

## Palmarès(au 31/12/2015)

### Titres
- 11x Champion NACAM des rallyes (record), en 2008 (1re édition), 2009 et 2012 (les 3 fois sur Mitsubishi Lancer Evo IX/X (Gr.N)), puis 2013, 2014, 2015, 2016, 2017 et 2018 (sur Mitsubishi Lancer Evolution|Mitsubishi Lancer Evo X (Gr.N)), puis en 2019 et 2020 (sur Škoda Fabia RS Rally2)
- Quadruple Champion du Mexique des rallyes: 2009, 2010, 2019 et 2020 (copilote Marco Hernández) (mais contestation pour le titre en 2001);
- Champion régional des rallyes PAC du Mexique: 2008 (avec M.Hernández);
  - 2e de la Coupe Subaru en P-WRC pour l'année 2012 (et 7e au général);
  - Vice-champion du Mexique en 2000;
  - Vice-champion NACAM des rallyes en 2010, sur Mitsubishi Lancer Evo IX/X;
  - 3e du championnat d'Espagne des rallyes Terre en 2011;
  - 4e du championnat CODASUR des rallyes sud-américains en 2006 (2e du Groupe N8).

### Carrera Panamericana
- 2011: avec son compatriote Marco Hernández, sur Studebaker (avec plusieurs victoires d'étapes à son actif);

### Championnat d'Espagne des rallyes Terre
- 2003: Rallye de Cantabrie (Santander);

### Victoires récentes en Championnat NACAM des rallyes
- Rallye de Cañadas: 2012 (Mexique);
- Rallye de la côte du Pacifique (Ciudad Bianca): 2012 et 2014 (Costa Rica);
- Rallye Cusco: 2012 (2e au général) (Pérou);
- Rallye Légende de l'Eldorado - 2: 2012 (Colombie);
- Rallye des montagnes Oaxaca: 2013 et 2015 (Mexique);
- Rallye Isla de Margarita: 2013 (Vénézuela);
- Rallye de Cañete 2014 (Pérou);
- Rallye de Santander Guane: 2014 (Colombie);
- Rallye du Volcan Peña Azul: 2014 (Colombie);
- Rallye RAC 1000: 2015 (Colombie);

### 6 victoires en Championnat du Mexique des rallyes
- Rallye des 24 Heures: 2010:
- Rallye de la Patrie: 2010 et 2014;
- Rallye de la Sierra du Tigre: 2010 (2e au général);
- Rallye de Cañadas: 2012;
- Rallye des montagnes Oaxaca: 2013.